# Christmas, with Love
| Оценки критиков | Оценки критиков |
| Источник        | Оценка          |
| --------------- | --------------- |
| AllMusic        | [ 1 ]           |
| Female First    | [ 2 ]           |
| The Gay UK      | [ 3 ]           |
| The Guardian    | [ 4 ]           |
| Knoxville.com   | [ 5 ]           |
| So So Gay       | (5.8/10)        |
| Virgin Media    | [ 7 ]           |

Christmas, with Love — рождественский альбом и четвёртый студийный альбом британской певицы Леоны Льюис, выпущенный 29 ноября 2013 года.

## История создания
В феврале 2013 года представитель лейбла Syco Music объявил, что в "ближайшее время" Льюис собирается начать сочинять и записывать материал для её четвёртого студийного альбома, и что он будет выпущен в конце 2013 года.
В июне 2013 года появились слухи о том, что грядущий четвёртый альбом будет рождественским. Данные слухи появились после того, как британский продюсерский дуэт MagicIT сообщил в Твиттере о том, что они были в студии, записывая рождественские песни с певицей. В следующем месяце Льюис подтвердила, что она действительно записывает рождественский альбом.

## Список композиций
| №   | Название                                | Автор(ы)                                                               | Продюсер(ы)                | Длительность |
| --- | --------------------------------------- | ---------------------------------------------------------------------- | -------------------------- | ------------ |
| 1.  | «One More Sleep»                        | Leona Lewis, Richard Stannard, Iain James, Jez Ashurst, Bradford Ellis | Stannard, Ash Howes, Lewis | 3:59         |
| 2.  | «Winter Wonderland»                     | Felix Bernard, Dick Smith                                              | Stannard, Howes, Lewis     | 2:24         |
| 3.  | «White Christmas»                       | Irving Berlin                                                          | Stannard, Howes, Lewis     | 3:09         |
| 4.  | «Your Hallelujah»                       | Lewis, Jon Levine, Autumn Rowe, Lauren Christy                         | Stannard, Howes, Lewis     | 4:14         |
| 5.  | «Christmas (Baby Please Come Home»      | Jeff Barry, Ellie Greenwich, Phil Spector                              | Stannard, Howes, Lewis     | 2:37         |
| 6.  | «Mr. Right»                             | Lewis, Stannard, Camille Purcell, Ashurst, Howes                       | Stannard, Howes, Lewis     | 3:14         |
| 7.  | «O Holy Night»                          | Adolphe Adam                                                           | Stannard, Howes, Lewis     | 2:53         |
| 8.  | «I Wish It Could Be Christmas Everyday» | Roy Wood                                                               | Stannard, Howes, Lewis     | 3:51         |
| 9.  | «Ave Maria»                             | Franz Schubert, Walter Scott                                           | Stannard, Howes, Lewis     | 4:00         |
| 10. | «Silent Night»                          | Franz Xaver Gruber, Joseph Mohr                                        | Stannard, Howes, Lewis     | 2:19         |